# Ченеренте (Перуђа)
Ченеренте је насеље у Италији у округу Перуђа, региону Умбрија.
Према процени из 2011. у насељу је живело 169 становника. Насеље се налази на надморској висини од 314 м.